# چکاوک پنجه‌کوتاه مدیترانه‌ای

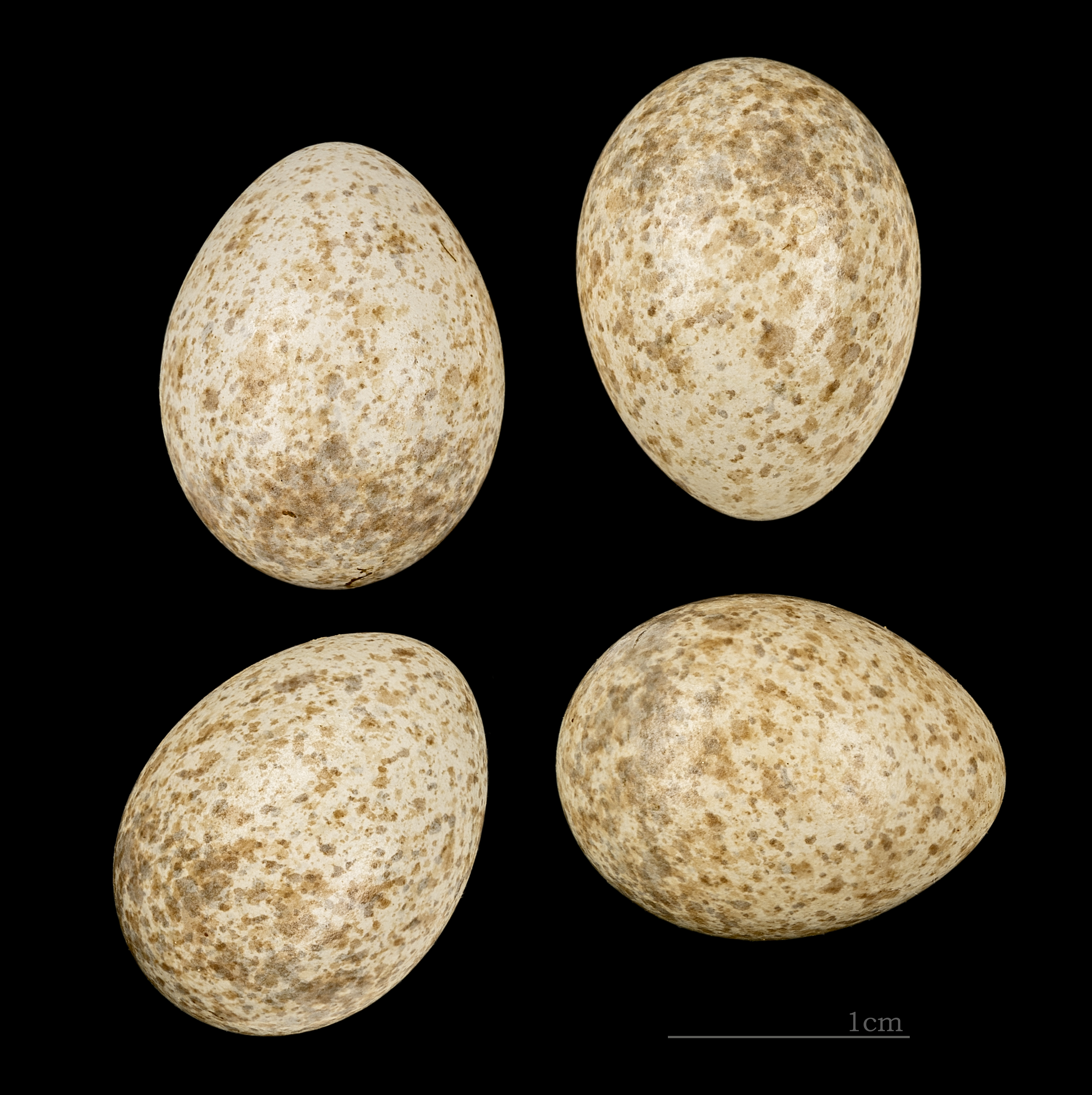
تخم‌ها در MHNT

چکاوک پنجه‌کوتاه مدیترانه‌ای (نام علمی: Alaudala rufescens) یک پرنده گنجشک‌سان کوچک است که در حوضه مدیترانه و پیرامون آن یافت می‌شود. این پرنده معمولی با طیف بسیار گسترده‌ای از جزایر قناری از شمال تا شبه‌جزیره ایبری و شرق در سراسر شمال آفریقا تا بخش‌هایی از خاورمیانه است. اتحادیه بین‌المللی حفاظت از طبیعت، وضعیت حفاظت از آن را به عنوان «کمترین نگرانی» ارزیابی کرده است.
همچنین در گذشته تصور می‌شد که محدودهٔ آن شامل بخش‌هایی از آسیای مرکزی باشد، و با ترکیب تبارشاخه‌های مدیترانه و آسیای مرکزی، این گونه به عنوان چکاوک پنجه‌کوتاه کوچک شناخته می‌شد. با این حال، یک مطالعه در سال ۲۰۲۰ این دو جمعیت را به گونه‌های مشخص تقسیم کرد که A. rufescens تبارشاخه مدیترانه‌ای و چکاوک پنجه‌کوتاه تورانی تبارشاخه آسیای مرکزی است. به‌طور گیج کننده‌ای، چکاوک پنجه‌کوتاه هیوم گاهی چکاوک پنجه‌کوتاه کوچک نیز نامیده می‌شود.

### زیرگونه‌ها
پنج زیرگونه شناخته شده است:
- A.r. rufescens - (Vieillot، 1819): در تنریفه (جزایر قناری مرکزی-غربی) یافت شد.
- A.r. polatzeki - (Hartert, 1904): یافت‌شده در جزایر قناری شرقی
- A.r. apetzii - (Brehm, AE, 1857): در شرق و جنوب شبه جزیره ایبری یافت شد.
- A.r. minor - (Cabanis، 1851): یافت‌شده از مراکش تا شمال غربی مصر و جنوب ترکیه تا شبه‌جزیره سینا و شرق عراق
- A.r. nicolli - (Hartert، 1909): یافت‌شده در دلتای نیل (شمال مصر)

چهار زیرگونه دیگر (A. r. heinei , A. r. pseudobaetica , A. r. aharonii , A. r. persica) با تقسیم آن گونه به A. heinei منتقل شدند.

## پراکندگی و زیستگاه
چکاوک پنجه‌کوتاه مدیترانه‌ای در اسپانیا، شمال آفریقا، همچنین از جمله ترکیه به سوی شرق در سراسر نیمه‌بیابان‌های آسیای مرکزی تا مغولستان و چین زادآوری می‌کند. بسیاری از جمعیت‌ها، از جمله زادآوران اسپانیایی و آفریقایی، بی‌تحرک هستند (غیرمهاجر)، اما برخی از پرندگان آسیایی از شمال محدوده زادآوری در زمستان به جنوب مهاجرت می‌کنند. این گونه یک سرگردان بسیار نادر به شمال و غرب اروپا است.

## رفتار و بوم‌شناسی
این پرنده در مناطق باز خشک است و حتی خاک‌های خشک‌تر و لخت‌تر را نسبت به چکاوک پنجه‌کوتاه بزرگ ترجیح می‌دهد. روی زمین لانه می‌سازد و دو یا سه تخم می‌گذارد. غذای آن دانه‌ها و حشرات است، مورد دوم مخصوصاً در فصل زادآوری.